# Гердес, Фреди
Альфред Август Вильгельм Карл Херман (Фреди) Гердес (нем. Alfred August Wilhelm Karl Hermann (Fredy) Gerdes; 24 октября 1916, Мюнхен — 15 июля 2006, Констанц) — немецкий хоккеист на траве, полузащитник. Серебряный призёр летних Олимпийских игр 1936 года.

## Биография
Фреди Гердес родился 24 октября 1916 года в немецком городе Мюнхен.
Играл в хоккей на траве за «Мюнхнер», после 1936 года — за «Ян» из Мюнхена.
В 1936 году вошёл в состав сборной Германии по хоккею на траве на летних Олимпийских играх в Берлине и завоевал серебряную медаль. Играл на позиции полузащитника, провёл 3 матча, мячей не забивал.
В 1934—1941 годах провёл за сборную Германии 27 матчей.
После Второй мировой войны был директором казино в Констанце.
Умер 15 июля 2006 года в Костанце.